# 平溪老街
平溪老街，舊稱石底老街，是位於台灣 新北市 平溪區的一條歷史老街，鄰近平溪車站。該老街以其保存良好的傳統長條型街屋而聞名，並匯集了眾多特色小吃店及飲食店，成為遊客參訪的熱門地點。平溪車站，作為平溪支線鐵路的重要車站，具有深厚的歷史背景，其周邊區域保留著濃厚的懷舊氛圍。
平溪郵局則擁有一座台灣最古老的郵筒，該郵筒為圓型鑄鐵製，自日據時代便開始使用。此外，平溪老街還以其每年舉辦的平溪天燈節聞名，該節慶起源於當地居民用天燈來防範盜賊的傳統，後演變成為元宵節期間的重要慶典，象徵著人們對願望的期許，並已成為一個知名的年度活動。。

## 歷史
平溪老街的歷史可追溯至19世紀，當時作為一個小型的礦業社區。隨著時間的推移，該地區逐漸發展成為一個重要的商業和文化中心，吸引了大量的遊客和攝影愛好者。

## 特色
平溪老街的主要特色包括其傳統建築風格、豐富的在地小吃，以及每年舉辦的平溪天燈節。老街上的建築多為木結構，沿街而建，兩側林立著各式商店和餐廳，提供了豐富的購物和餐飲體驗。

## 觀光
平溪老街是一個受歡迎的旅遊目的地，吸引了來自世界各地的遊客。特別是在平溪天燈節期間，老街會吸引成千上萬的遊客前來參與放天燈的活動。
又以"平溪第一家天燈"最廣為人知.是老街知名的天燈商店